# Shiko Munakata
Shikō Munakata (棟方 志功 Munakata Shikō, 5 de setembro de 1903 - 13 de setembro de 1975) foi um xilogravurista japonês. Ele é associado com o movimento sōsaku-hanga e mingei (de arte folclórica). Munaka recebeu o prêmio da Ordem das Artes e Cultura, a maior honra artística concedida pelo Imperador do Japão, em 1970.
Existe um museu em sua homenagem em sua cidade natal, Aomori, inaugurado em 1975.

## Primeiros anos
Munakata nasceu em Aomori, na prefeitura de Aomori,  o terceiro filho dentre quinze crianças de uma família empobrecida. Seu interesse pelas artes floresceu ao ver uma reprodução do famoso quadro “Doze girassóis numa jarra” (Vaas met twaalf zonnebloemen), de Van Gogh. Em 1924, ele se mudou para Tóquio para realizar sua decisão de se tornar um pintor profissional. No entanto, sua carreira não deslanchou facilmente, e ele se viu obrigado a consertar sapatos e vender nattō para sobreviver. Depois de tentar cinco vezes participar da exposição organizada pela Academia de Artes Imperial de Tóquio (Bunten), finalmente, em 1928, uma de suas obras é aceita para ser exibida. No entanto, nessa época, ele já havia se interessado mais pelas xilogravuras.
De 1928 em diante, Munakata começou a estudar técnicas de gravura com Hiratsuka Unichi (1895–1997), um renomado gravurista da tendência sōsaku-hanga; já no ano seguinte, quatro de suas gravuras foram aceitas para participar da exposição “Shunyokai”, e em 1930, mais quatro de suas obras foram expostas na mostra nacional “Kokugakai”, estabelecendo então sua carreira como artista.
Em 1935, Yanagi Sōetsu (1889–1961), fundador do movimento mingei, se aproximou de Munakata depois de ver suas obras expostas na exibição Kokugakai, deixando-o então mais ligado com a arte folclórica japonesa. Em 1936, Shiko Munakata visita Kyoto, uma das cidades mais antigas do país, e visita diversos templos budistas a fim de ver as esculturas históricas. Seu contato com o imaginário religioso Budista influenciou fortemente seu trabalho, com sua série “Os dez grandes discípulos de Buda” (1939) sendo considerada uma de suas maiores obras-primas.

## Pós-guerra
Depois da Segunda Guerra Mundial, Munakata começou a produzir em aquarela e óleo, caligrafia, e ilustrações para livros. Ele se mudou de Kamakura para Kanagawa para ficar mais perto de Tóquio, cidade que teve que abandoner durante os bombardeios da Guerra. Em 1959, ele visita os Estados Unidos e a Europa, visitando o túmulo de Van Gogh em Auvers-sur-Oise.
Em 1952, Munakata ganha o “Prêmio de Excelência” na Segunda Exposição Internacional de Gravuras em Lugano, na Suíça, e o prêmio de melhor gravador internacional na Terceira Bienal de São Paulo, em 1955; no ano seguinte, ganha o Grand Prix na Bienal de Veneza.
Shiko Munakata morreu de câncer em sua casa, em Tóquio, em 1975, e foi enterrado em sua cidade natal, Aomori.

## Relação com a obra
Muitos do temas recorrentes em sua obra vinham das tradições de Aomori, no norte do Japão, e da religião zen-budista. Suas gravuras apresentam figuras femininas, representando os kami xintoístas, espíritos que habitam as árvores e as plantas; além disso, inspirado pela poesia do período Heian, Munakata também incoporava poesia e caligrafia em suas gravuras.
Shiko Munakata negava todo seu papel de artista – para ele, a criação artística era apenas uma manifestação da força e beleza da natureza, que é inerente no próprio bloco de madeira utilizado na xilogravura. Em suas palavras, “a essência do hanga [palavra japonesa para gravura] está no fato de que o gravador tem que ceder aos desejos da madeira... existe um poder nela, e ninguém pode utilizar ferramenta alguma contra este poder”. Sua visão direcionada à supremacia do bloco de madeira e a força e beleza inerentes à natureza permeiam toda sua vida e sua obra.